# Chustská škola č. 1 Augustina Vološina

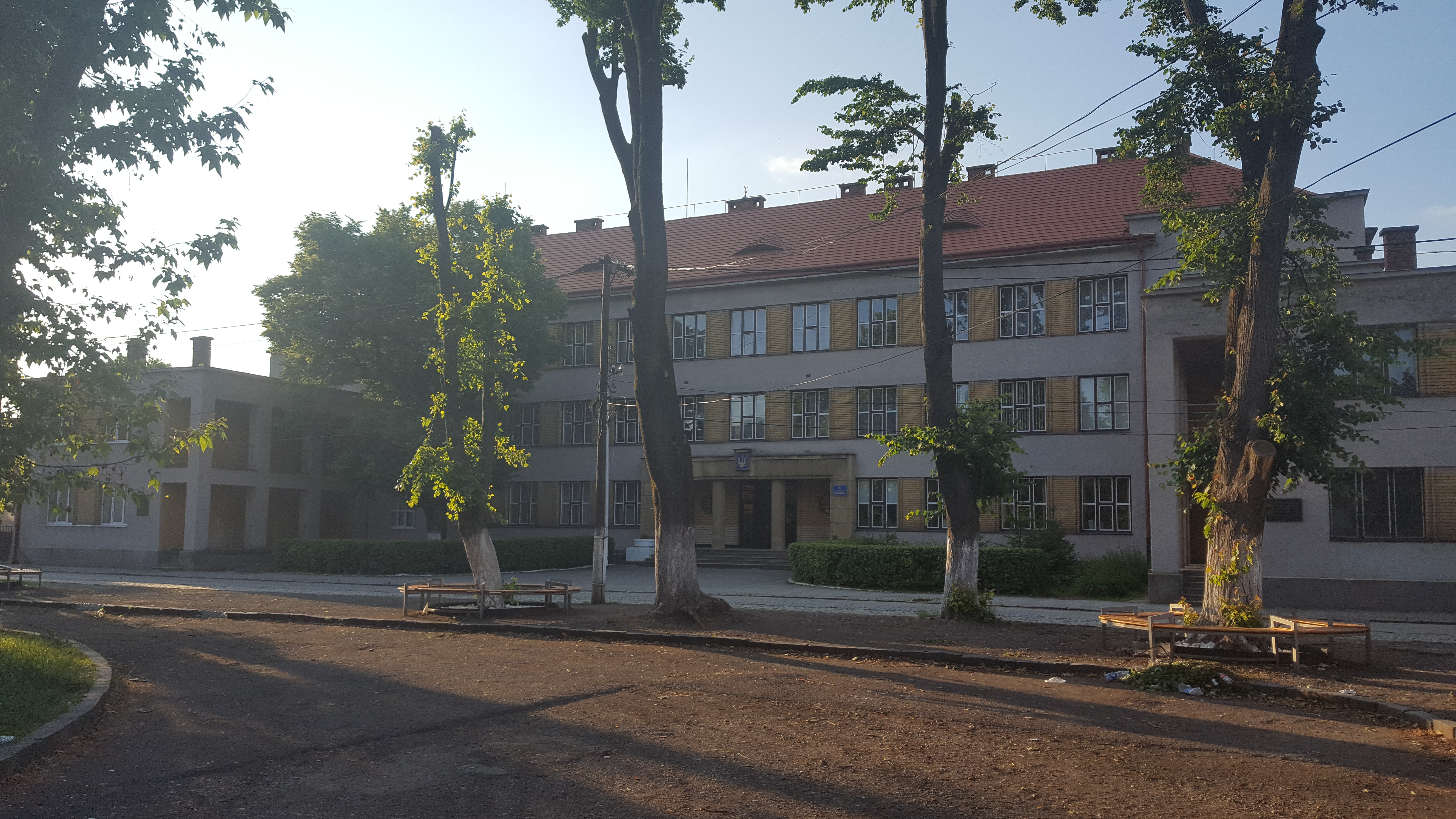
Pohled na budovu školy.

Chustská škola č. 1 Augustina Vološina (ukrajinsky Хустська школа № 1 імені Августина Волошина) se nachází ve městě Chust, v Zakarpatské oblasti na Ukrajině. Škola byla založena v 30. letech 20. století jako Státní reálné gymnázium. Vznikla severně od tzv. České kolonie. Nachází se na ulici Sobornoj Ukrajiny.

## Budova
Budova byla vystavěna v letech 1932 až 1934 a výuka zde byla zahájena v listopadu 1934. Funkcionalistickou budovu navrhla společnost Freiwald & Böhm. Třípatrová budova měla na svojí dobu rozsáhlá okna, nebyla však použita okna pásová. Hlavní část budovy měla ještě sedlovou střechu, dvě boční křídla potom měla v duchu funkcionalismu střechy rovné. Při dokončení měla 15 učeben, tělocvičnu, kabinety, sklady, knihovny a další. Monumentální vstup s portálem nebyl dekorován žádnými uměleckými díly. Fasáda byla částečně rozčleněna kachlovým obkladem. Dekorativní kamen stejné barvy byl použit i u portálu.

## Historie
Škola byla založena na základě rozhodnutí Ministerstva školství a národní osvěty První československé republiky. 
V roce 1928 byly před budovou školy vysazeny Lípy svobody.
Jako státní reálné gymnázium byla provozována i za doby okupace dnešní Zakarpatské oblasti Maďarskem, až do roku 1944. 
Dne 15. března 1939 se ve zdejší tělocvičně uskutečnilo zasedání Sněmu Karpatské ukrajiny, na němž byla vyhlášena suverenita jedné ze zemí ČSR. Chust byl po První vídeňské arbitráži hlavním městem Podkarpatské Rusi, neboť Maďarsku byl odstoupen Užhorod a Mukačevo. 
V roce 1945 po připojení Karpatské Ukrajiny (Podkarpatské Rusi) k SSSR bylo reálné gymnázium přeorganizováno jako střední škola. Od 70. let 20. století byla známa výukou francouzského jazyka. Od roku 2003 nese na základě rozhodnutí ukrajinské vlády jméno po politikovi Augustinu Vološinovi. 